# Igor Kononow
Igor Aleksandrowicz Kononow, ros. Игорь Александрович Кононов (ur. 26 kwietnia 1987) – rosyjski żużlowiec.
Złoty medalista młodzieżowych mistrzostw Rosji w parach (2006). Uczestnik finału indywidualnych mistrzostw świata juniorów (Pardubice 2008 – XI miejsce). 
Największe sukcesy odnosił w wyścigach na lodzie. Dwukrotnie startował w finałach indywidualnych mistrzostw świata, w 2010 r. zajmując IV miejsce, natomiast w 2011 – zdobywając tytuł wicemistrza świata.
Od 2008 r. startuje w rozgrywkach polskiej I i II ligi żużlowej, w barwach klubów KM Ostrów Wielkopolski (2008), Kolejarz Opole (2009–2011) oraz KSM Krosno (2013).